# Ernst Eckstein
Ernst Eckstein (ur. 1897, zm. 8 maja 1933 we Wrocławiu) – niemiecki adwokat, członek i jeden z przywódców wrocławskiego oddziału SPD, w 1931 współprzewodniczący (wraz z Hansem Zieglerem) miejskiej organizacji SPD w tym mieście. We wrześniu 1931 brał udział w utworzeniu Socjalistycznej Partii Robotników Niemiec (niem. Sozialistische Arbeiterpartei Deutschlands).
W sierpniu 1932 bojówka SA urządziła na niego zamach bombowy, ale Eckstein uszedł z życiem. 28 lutego 1933 został aresztowany i najpierw osadzony w więzieniu w Oleśnicy, a potem przewieziony do niemieckiego obozu koncentracyjnego KZ Dürrgoy we wrocławskiej dzielnicy Tarnogaj, gdzie dwa miesiące później został zamordowany.